# Minuit sur le canal San Boldo
Minuit sur le canal San Boldo (The Waters of Eternal Youth, dans les éditions originales en anglais) est un roman policier américain de Donna Leon, publié en 2016. C'est le 25e roman de la série mettant en scène le personnage de Guido Brunetti.

## Résumé
Au cours d’un dîner avec la comtesse Lando-Contini, le commissaire Brunetti est intrigué par un ami qui la flatte trop à son goût : le décorateur Sandro Vittori-Ricciardi. 
La comtesse demande à rencontrer le commissaire le lendemain. Elle lui confie qu'avant sa mort, elle souhaiterait connaître les conditions de l’accident de sa petite-fille plusieurs années auparavant, qui n’ont jamais été élucidées.
Alors qu'elle était âgée de 16 ans, Manuela a fait une chute dans le canal et a été repêchée par Pietro Cavanis, un homme ivre. Elle a survécu mais a des  séquelles importantes, son âge mental s’étant bloqué ce jour-là - elle a sept ans. 
L'enquête conclut à un accident mais il se trouve que Manuela souffrait d'une phobie de l'eau. De plus, Cavanis, seul témoin a indiqué qu'il avait vu un homme la pousser, mais se rétracte peu de temps après. 
Brunetti obtient de rouvrir l'enquête avec  l'accord de son supérieur en échange d'un avantage honorifique pour son épouse.
Il enquête, aidé par Elettra et par son adjointe, Griffoni, qui sympathise avec Manuela.
L'expertise de l'époque montre finalement que Manuela avait été violée.
Cavanis est alors assassiné.

## Éditions
Éditions originales en anglais
- (en) Donna Leon, The Waters of Eternal Youth, Londres, William Heinemann, 7 avril 2016, 304 p. (ISBN 978-1-78515-076-0) — Édition britannique
- (en) Donna Leon, The Waters of Eternal Youth, New York, Atlantic Monthly Press, 8 mars 2016, 256 p. (ISBN 978-0-8021-2480-7) — Édition américaine

Éditions françaises
- Donna Leon (auteur) et Gabriella Zimmermann (traducteur) (trad. de l'anglais), Minuit sur le canal San Boldo : roman [« The Waters of Eternal Youth »], Paris, Calmann-Lévy, 13 septembre 2017, 360 p. (ISBN 978-2-7021-6057-2, BNF 45347309)
- Donna Leon (auteur) et Gabriella Zimmermann (traducteur) (trad. de l'anglais), Minuit sur le canal San Boldo [« The Waters of Eternal Youth »], Paris, Points, coll. « Points policier » (no P4861), 13 septembre 2018, 360 p. (ISBN 978-2-7578-7173-7, BNF 45594237)

## Adaptation télévisée
Le roman a fait l'objet d'une adaptation pour la télévision, en 2019, sous le titre allemand original : Ewige Jugend, dans le cadre de la série Commissaire Brunetti dans une réalisation de Sigi Rothemund, produite par le réseau ARD et initialement diffusée le 18 avril 2019.